# 山根英嗣
山根 英嗣（やまね ひでつぐ、1955年1月16日 - ）は、日本の検察官、公証人。青森地方検察庁検事正、最高検察庁査察指導部長、さいたま地方検察庁検事正等を歴任した。

## 人物・経歴
大阪府出身。大阪府立天王寺高等学校を経て、京都大学法学部卒業。イトマン事件の捜査にも携わった。東京地方検察庁検事在任中は、埼京線沿線に住み、埼玉県との縁ができた。京都地方検察庁特別刑事部長、神戸地方検察庁次席検事、青森地方検察庁検事正、最高検察庁査察指導部長等を経て、2014年からさいたま地方検察庁検事正を務めた。2015年退官、平野町公証役場公証人。